# Toxygen
Toxygen – debiutancki album pochodzącego z Trójmiasta zespołu Oxy.gen. Został wydany 21 października 2002 roku przez wytwórnię Warner Music.

## Lista utworów
1. "Good Man" - 0:53
2. "Jeż i wesz" - 4:22
3. "Billie Jean" - 5:47
4. "Wąż (Posłuchaj)" - 5:01
5. "Drzewo. Epizod 1" - 5:17
6. "Dziś umarł Bóg" - 5:32
7. "Czemu gdy" - 4:46
8. "Super Supersam" - 3:33
9. "Skrzydła pod skórą" - 7:54
10. "Miasto. Oxy.Gen" - 5:35
11. "Drzewo. Epizod 2" - 6:08
12. "Nie brzęcz mi" - 4:19
13. "Czemu gdy (Simba Remix)" - 7:48

## Single
- Czemu gdy – 2002[1] (do utworu został nakręcony teledysk)
- Billie Jean – 2002[2] (cover piosenki Michaela Jacksona)

## Nagrody i wyróżnienia
Album otrzymał nominację do Fryderyka 2002 w kategorii Album Roku - Muzyka Alternatywna. 